# Marcia Wallace
Marcia Karen Wallace (Creston, Iowa; 1 de noviembre de 1942-Los Ángeles, California; 25 de octubre de 2013) fue una actriz y comediante ganadora de un premio Emmy. Fue alumna Delta Zeta.
Fue reconocida por su papel personificando a Carol Kester Bondurant, la recepcionista de Bob Newhart (y el dentista Jerry) en la serie de televisión de 1972 The Bob Newhart Show, y por hacer la voz de Edna Krabappel en la serie animada Los Simpson. Por este rol, ganó un premio Emmy, en la categoría Mejor Actuación de Voz, en 1992. 
Apareció en dos capítulos de la popular serie Alf como la profesora Lyman, la maestra de Brian Tanner (Benji Gregory). 
Fue panelista ocasional en el programa Match Game, e hizo el papel de la "Sra. Caruthers" en pocos episodios de la comedia de la ABC Full House. Además, ha hecho el papel de ama de llaves en la serie televisiva That's My Bush!, y apareció en el episodio #227 de Hechizada ("Laugh, Clown, Laugh") como la secretaria de Darrin, en 1971.
Sobrevivió a un cáncer de mama, y se convirtió en una activista contra la enfermedad. El 27 de enero de 2007, ganó el premio Gilda Radner Courage Award, entregado por el Instituto Roswell Park contra el cáncer, por haber ayudado a educar a los estadounidenses sobre lo importante que es detectar esta enfermedad a tiempo, y por haber inspirado a la gente a través de los 20 años que había luchado contra la enfermedad.  
Su autobiografía Don't Look Back, We're Not Going That Way (2004) contó la historia de su descubrimiento temprano de su cáncer de mama, del fallecimiento de su esposo Denny por cáncer, su crisis nerviosa, su maternidad siendo soltera y otras experiencias. Falleció el 25 de octubre de 2013, víctima de un cáncer de mama que se le había declarado 28 años antes. Wallace fue incinerada después de un funeral privado. El capítulo 533 de la serie animada Los Simpson dedicó una despedida especial en el Gag de la pizarra, con la frase «We’ll really miss you Mrs. K» (Realmente te extrañaremos, Señora K). siendo ésta la última aparición de la famosa profesora Edna Krabappel en la serie.

## Filmografía
- Columbo (1971) (Capítulo: Murder by the book)
- The Bob Newhart Show (1972-1978)
- Alf (1987, 2 episodios)
- Teen Witch (1989)
- Los Simpson (1989-2013)
- Full House (1993-1995)
- Los Simpson: la película (2007)
- Big Stan (2007)
- The Young and the Restless (2009)
- Monsters University (2013)